# 箱根駅伝の人物一覧
箱根駅伝の人物一覧は東京箱根間往復大学駅伝競走（箱根駅伝）出場者からオリンピック、世界陸上選手権、アジア大会などの国際大会に出場した選手や、主要マラソン優勝者、日本記録保持者などをまとめた人物一覧である（校名は当時のものを記載）。

## 区間記録樹立者一覧
箱根駅伝の各区間において記録更新を達成した者の一覧である。

### 1区

#### 第38回～第45回
- 猿渡武嗣 （中央大学） - 第38回（1962年） 21.7 km 1時間07分52秒
- 木原了（国士舘大学） - 第39回（1963年） 21.7 km 1時間05分50秒
- 大川賢明（国士舘大学） - 第40回（1964年） 21.7 km 1時間04分59秒
- 井上俊（国士舘大学） - 第42回（1966年） 21.7 km 1時間02分30秒

#### 第46回～第47回
- 伊沢徹男（東洋大学） - 第46回（1970年） 21.6 km 1時間03分25秒
- 古賀丈雄（国士舘大学） - 第47回（1971年） 21.6 km 1時間03分08秒

#### 第48回大会以降
- 鞭馬講二（大東文化大学） - 第48回（1972年） 21.8 km 1時間06分36秒
- 松田進（東洋大学） - 第49回（1973年） 21.8 km 1時間05分22秒
- 石井隆士（日本体育大学） - 第53回（1977年） 21.8 km 1時間04分09秒
- 西弘美（日本大学） - 第54回（1978年） 21.8 km 1時間03分42秒
- 佐藤和也（東洋大学） - 第59回（1983年） 21.3 km 1時間03分30秒
- 武井隆次（早稲田大学） - 第67回（1991年） 21.3 km 1時間03分26秒、第68回（1992年） 21.3 km 1時間03分22秒
- 櫛部静二（早稲田大学） - 第69回（1993年） 21.3 km 1時間02分09秒
- 渡辺康幸（早稲田大学） - 第70回（1994年） 21.3 km 1時間01分13秒
- 佐藤悠基（東海大学） - 第83回（2007年） 21.4 km 1時間01分06秒
- 吉居大和（中央大学） - 第98回（2022年） 21.3 km 1時間00分40秒

### 2区

#### 第37回
- 船井照夫（早稲田大学） - 第37回（1961年） 23.7 km 1時間14分08秒

#### 第38回～第45回
- 岩下察男（中央大学） - 第38回（1962年） 24.7 km 1時間19分40秒、第39回（1963年） 24.7 km 1時間18分13秒
- 重松森雄（福岡大学） - 第40回（1964年） 24.7 km 1時間13分52秒
- 澤木啓祐（順天堂大学） - 第42回（1966年） 24.7 km 1時間12分02秒

#### 第46回～第58回
- 高野義治（中央大学） - 第46回（1970年） 25.2 km 1時間15分42秒
- 蜂谷英明（国士舘大学） - 第47回（1971年） 25.2 km 1時間15分21秒
- 小沢欽一（日本体育大学） - 第48回（1972年） 25.2 km 1時間13分37秒
- 服部誠（東京農業大学） - 第51回（1975年） 25.2 km 1時間13分21秒
- 瀬古利彦（早稲田大学） - 第55回（1979年） 24.4 km 1時間12分18秒、第56回（1980年） 24.4 km 1時間11分37秒

#### 第59回大会以降
- 大塚正美（日本体育大学） - 第59回（1983年） 22.7 km 1時間07分34秒
- 渡辺康幸 - 第71回（1995年） 23.0 km 1時間06分48秒
- 三代直樹（順天堂大学） - 第75回（1999年） 23.0 km 1時間06分46秒
- メクボ・ジョブ・モグス（山梨学院大学） - 第84回（2008年） 23.2 km 1時間06分23秒、第85回（2009年） 23.2 km 1時間06分04秒
- 相澤晃（東洋大学） - 第96回（2020年） 23.2 km 1時間05分57秒
- イェゴン・ヴィンセント（東京国際大学）- 第97回（2021）23.1 km 1時間05分49秒
- リチャード・エティーリ（東京国際大学）- 第101回（2025）23.1 km 1時間05分31秒

### 3区

#### 第40回～第45回
- 村上孫晴（国士舘大学） - 第40回（1964年） 20.2 km 1時間02分43秒
- 鈴木従道（日本大学） - 第41回（1965年） 20.2 km 1時間01分46秒
- 細川博（順天堂大学） - 第42回（1966年） 20.2 km 1時間01分24秒

#### 第46回大会以降
- 鈴木圀昭（日本大学） - 第46回（1970年） 21.5 km 1時間06分50秒
- 辰巳寿路（順天堂大学） - 第47回（1971年） 21.5 km 1時間06分14秒
- 森下茂樹（大東文化大学） - 第48回（1972年） 22.2 km 1時間05分44秒
- 山本吉光（東京農業大学） - 第51回（1975年） 22.2 km 1時間04分42秒
- 森近繁則（日本大学） - 第54回（1978年） 22.2 km 1時間03分45秒
- 小林正幹（早稲田大学） - 第71回（1995年） 21.3 km 1時間02分49秒
- 佐藤悠基 - 第82回（2006年） 21.5 km 1時間02分12秒
- 竹澤健介（早稲田大学） - 第85回（2009年） 21.5 km 1時間01分40秒
- オンディバ・コスマス（山梨学院大学） - 第88回（2012年） 21.5 km 1時間01分38秒
- 森田歩希（青山学院大学） - 第95回（2019年） 21.4 km 1時間01分26秒
- イェゴン・ヴィンセント・キベット（東京国際大学）- 第96回（2020年） 21.4 km 59分25秒

### 4区

#### 第43回～第45回
- 大出孝司（日本大学） - 第43回（1967年） 23.2 km 1時間12分18秒
- 宇井光男（中央大学） - 第44回（1968年） 23.2 km 1時間08分39秒

#### 第46回～第59回
- 大花務（国士舘大学） - 第46回（1970年） 21.9 km 1時間05分18秒
- 鞭馬講二（大東文化大学） - 第51回（1975年） 21.9 km 1時間03分54秒
- 山本吉光（東京農業大学） - 第52回（1976年） 21.9 km 1時間03分30秒
- 中村孝生（日本体育大学） - 第56回（1980年） 21.0 km 1時間03分00秒
- 中島修三（順天堂大学） - 第59回（1983年） 21.0 km 1時間02分40秒

#### 第60回～第81回
- 高橋雅哉（早稲田大学） - 第60回（1984年） 20.9 km 1時間02分52秒
- 山田和人（順天堂大学） - 第66回（1990年） 20.9 km 1時間02分45秒
- 花田勝彦（早稲田大学） - 第69回（1993年） 20.9 km 1時間02分07秒
- 小林雅幸（早稲田大学） - 第71回（1995年） 20.9 km 1時間01分35秒
- 藤田敦史（駒澤大学） - 第75回（1999年） 20.9 km 1時間00分56秒

#### 第82回～第92回
- 村上康則（順天堂大学） - 第82回（2006年） 18.5 km 55分20秒
- 三田裕介（早稲田大学） - 第85回（2009年） 18.5 km 55分04秒
- 西村知修（帝京大学） - 第87回（2011年） 18.5 km 54分34秒
- 田村和希（青山学院大学） - 第91回（2015年） 18.5 km 54分28秒

#### 第93回大会以降
- 栃木渡（順天堂大学） - 第93回（2017年） 20.9 km 1時間03分36秒
- 大塚倭（神奈川大学） - 第94回（2018年） 20.9 km 1時間02分21秒
- 相澤晃（東洋大学） - 第95回（2019年） 20.9 km 1時間00分54秒
- 吉田祐也（青山学院大学）- 第96回（2020年） 20.9 km 1時間00分30秒
- イェゴン・ヴィンセント（東京国際大学）- 第99回（2023年） 20.9 km 1時間00分00秒

### 5区

#### 第29回～第41回
- 田中茂樹（日本大学） - 第29回（1953年） 1時間28分17秒
- 馬場孝（日本大学） - 第34回（1958年） 25.1 km 1時間26分30秒
- 長田正幸（東京教育大学） - 第35回（1959年） 25.1 km 1時間25分47秒
- 南館正行（中央大学） - 第37回（1961年） 24.7 km 1時間25分39秒
- 中村健司（中央大学） - 第40回（1964年） 24.7 km 1時間25分08秒
- 浜崎真造（立教大学） - 第41回（1965年） 24.7 km 1時間22分38秒

#### 第42回
- 大塚癸未男（順天堂大学） - 第42回（1966年） 23.7 km 1時間18分31秒

#### 第43回～第44回
- 磯端克明（中央大学） - 第43回（1967年） 21.9 km 1時間11分55秒
- 大槻憲一（日本大学） - 第44回（1968年） 21.9 km 1時間11分18秒

#### 第45回～第47回
- 馬場俊一（順天堂大学） - 第45回（1969年） 22.0 km 1時間15分17秒
- 松岡厚（日本体育大学） - 第46回（1970年） 22.0 km 1時間15分09秒
- 佐藤進（日本大学） - 第47回（1971年） 22.0 km 1時間13分08秒

#### 第48回～第59回
- 石倉義隆（日本体育大学） - 第48回（1972年） 21.4 km 1時間12分07秒
- 大久保初男（大東文化大学） - 第51回（1975年） 21.4 km 1時間12分02秒、第53回（1977年） 21.4 km 1時間11分48秒
- 岡俊博（日本体育大学） - 第59回（1983年） 20.5 km 1時間11分44秒

#### 第60回～第75回
- 大八木弘明（駒澤大学） - 第60回（1984年） 20.6 km 1時間12分41秒
- 木下哲彦（早稲田大学） - 第61回（1985年） 20.6 km 1時間11分59秒
- 奈良修（大東文化大学） - 第68回（1992年） 20.7 km 1時間11分13秒
- 小林雅幸 - 第72回（1996年） 20.7 km 1時間10分27秒

#### 第76回～第81回
- 柴田真一（東海大学）/藤原正和（中央大学） - 第76回（2000年） 20.7 km 1時間11分36秒
- 中井祥太（東海大学） - 第79回（2003年） 20.7 km 1時間11分29秒
- 今井正人（順天堂大学） - 第81回（2005年） 20.9 km 1時間09分12秒、第83回（2007年） 23.4 km 1時間18分05秒

#### 第82回～第90回
- 今井正人（順天堂大学） - 第82回（2006年） 23.4 km 1時間18分30秒、第83回（2007年） 23.4 km 1時間18分05秒
- 柏原竜二（東洋大学） - 第85回（2009年） 23.4 km 1時間17分18秒、第86回（2010年） 23.4 km 1時間17分08秒、第88回（2012年） 23.4 km 1時間16分39秒

#### 第91回～第92回
- 神野大地（青山学院大学） - 第91回（2015年） 23.4 km 1時間16分15秒

#### 第93回大会以降
- 大塚祥平（駒澤大学） - 第93回（2017年） 20.8 km 1時間12分46秒
- 青木涼真（法政大学） - 第94回（2018年） 20.8 km 1時間11分44秒
- 浦野雄平（國學院大學） - 第95回（2019年） 20.8 km 1時間10分54秒
- 宮下隼人（東洋大学）- 第96回（2020年） 20.8 km 1時間10分25秒
- 山本唯翔（城西大学）- 第99回（2023年） 20.8 km 1時間10分04秒、第100回（2024年） 20.8 km 1時間09分14秒
- 若林宏樹（青山学院大学）- 第101回（2025年） 20.8 km 1時間09分11秒

### 6区

#### 第29回～第41回
- 田辺定明（中央大学） - 第29回（1953年） 1時間15分05秒
- 相良豊（日本大学） - 第31回（1955年） 25.1 km 1時間14分56秒
- 西村良三（中央大学）/神田睦夫（早稲田大学） - 第32回（1956年） 25.1 km 1時間04分46秒
- 築地美孝（東京教育大学） - 第34回（1958年） 25.1 km 1時間13分33秒
- 黒川澄夫（早稲田大学） - 第35回（1959年） 25.1 km 1時間12分23秒
- 大谷治夫（専修大学） - 第37回（1961年） 24.7 km 1時間10分43秒
- 奥貫博（日本大学） - 第39回（1963年） 24.7 km 1時間09分17秒、第40回（1964年） 24.7 km 1時間07分54秒

#### 第42回
- 白井偗（中央大学） - 第42回（1966年） 23.7 km 1時間04分24秒

#### 第43回～第44回
- 内野幸吉（日本大学） - 第43回（1967年） 21.9 km 59分14秒

#### 第45回～第47回
- 小笠原和也（順天堂大学） - 第45回（1969年） 22.0 km 1時間00分20秒

#### 第48回～第61回
- 今野秀悦（日本体育大学） - 第49回（1973年） 21.4 km 1時間00分06秒
- 金田五郎（大東文化大学） - 第51回（1975年） 21.4 km 59分56秒
- 塩塚秀夫（日本体育大学） - 第52回（1976年） 21.4 km 58分57秒、第53回（1977年） 21.4 km 58分56秒
- 谷口浩美（日本体育大学） - 第58回（1982年） 20.5 km 58分04秒、第59回（1983年） 20.5 km 57分47秒

#### 第62回～第75回
- 吉崎修（中央大学） - 第62回（1986年） 20.6 km 1時間00分46秒
- 黒沢一道（中央大学） - 第63回（1987年） 20.6 km 1時間00分31秒
- 仲村明（順天堂大学） - 第64回（1988年） 20.6 km 59分26秒
- 島嵜貴之（大東文化大学）[注釈 2] - 第66回（1990年） 20.6 km 59分21秒
- 小栗一秀（専修大学） - 第73回（1997年） 20.7 km 59分07秒
- 中澤晃（神奈川大学） - 第74回（1998年） 20.7 km 58分44秒、第75回（1999年） 20.7 km 58分06秒

#### 第76回～第90回
- 永井順明（中央大学） - 第76回（2000年） 20.7 km 58分35秒
- 金子宣隆（大東文化大学） - 第77回（2001年） 20.7 km 58分21秒
- 千葉健太（駒澤大学） - 第87回（2011年） 20.8 km 58分11秒

#### 第91回大会以降
- 三浦雅裕（早稲田大学） - 第91回（2015年） 20.8 km 58分31秒
- 秋山清仁（日本体育大学） - 第92回（2016年） 20.8 km 58分09秒、第93回（2017年） 20.8 km 58分01秒
- 小野田勇次（青山学院大学） - 第95回（2019年） 20.8 km 57分57秒
- 館澤亨次（東海大学）- 第96回（2020年） 20.8 km 57分17秒
- 野村昭夢（青山学院大学）- 第101回（2025年） 20.8 km 56分47秒

### 7区

#### 第43回～第45回
- 細川博（順天堂大学） - 第43回（1967年） 23.0 km 1時間11分02秒
- 健木栄司（中央大学） - 第44回（1968年） 23.0 km 1時間10分17秒
- 増田亮一（日本体育大学） - 第45回（1969年） 23.0 km 1時間09分46秒

#### 第46回～第61回
- 田中末喜（東洋大学） - 第46回（1970年） 21.7 km 1時間06分14秒
- 小沢欽一（日本体育大学） - 第47回（1971年） 21.7 km 1時間04分43秒
- 野中三徳（日本大学） - 第50回（1974年） 21.9 km 1時間04分39秒

#### 第62回大会以降
- 石原典泰（順天堂大学） - 第62回（1986年） 21.2 km 1時間05分20秒
- 松本卓也（専修大学） - 第63回（1987年） 21.2 km 1時間05分00秒
- 大場康成（駒澤大学） - 第67回（1991年） 21.2 km 1時間04分44秒
- 武井隆次 - 第69回（1993年） 21.2 km 1時間02分53秒
- 佐藤悠基（東海大学） - 第84回（2008年） 21.3 km 1時間02分35秒
- 設楽悠太（東洋大学） - 第88回（2012年） 21.3 km 1時間02分32秒
- 林奎介（青山学院大学） - 第94回（2018年） 21.3 km 1時間02分16秒
- 阿部弘輝（明治大学） - 第96回（2020年） 21.3 km 1時間01分40秒
- 佐藤圭汰（駒澤大学） - 第101回（2025年） 21.3 km 1時間00分43秒

### 8区

#### 第40回～第45回
- 高橋英雄（日本大学） - 第40回（1964年） 20.2 km 1時間04分08秒
- 松波慎介（順天堂大学） - 第41回（1965年） 20.2 km 1時間03分15秒

#### 第46回大会以降
- 小山隆治（順天堂大学） - 第46回（1970年） 21.5 km 1時間07分18秒
- 兼田賢一（大東文化大学） - 第49回（1973年） 22.2 km 1時間07分03秒
- 大塚正美（日本体育大学） - 第56回（1980年） 21.3 km 1時間06分20秒
- 榎木和貴（中央大学）  - 第71回（1995年） 21.3 km 1時間06分03秒
- 川波貴臣（中央大学） - 第72回（1996年） 21.3 km 1時間05分48秒
- 古田哲弘（山梨学院大学） - 第73回（1997年） 21.3 km 1時間04分05秒
- 小松陽平（東海大学） - 第95回（2019年） 21.4 km 1時間03分49秒

### 9区

#### 第37回
- 留野豊昭（中央大学） - 第37回（1961年） 23.7 km 1時間15分22秒

#### 第38回～第45回
- 高倉久（日本体育大学） - 第38回（1962年） 24.7 km 1時間21分52秒
- 高橋靖雄（法政大学） - 第39回（1963年） 24.7 km 1時間17分49秒
- 青木利夫（国士舘大学） - 第40回（1964年） 24.7 km 1時間16分56秒
- 宇佐美彰朗（日本大学） - 第41回（1965年） 24.7 km 1時間15分56秒
- 松波慎介（順天堂大学） - 第42回（1966年） 24.7 km 1時間15分36秒
- 藤田国夫（日本大学） - 第43回（1967年） 24.7 km 1時間14分26秒
- 高野義治（中央大学） - 第45回（1969年） 24.7 km 1時間14分17秒

#### 第46回～第58回
- 石倉義隆（日本体育大学） - 第46回（1970年） 25.2 km 1時間16分32秒
- 宮下敏夫（順天堂大学） - 第47回（1971年） 25.2 km 1時間16分08秒
- 竹島克己（順天堂大学） - 第55回（1979年） 24.4 km 1時間15分56秒
- 大隈広基（早大東文化大学） - 第57回（1981年） 24.4 km 1時間13分30秒

#### 第59回大会以降
- 坂口泰（早稲田大学） - 第59回（1983年） 22.7 km 1時間09分53秒
- 浜野健（順天堂大学）[注釈 3] - 第73回（1997年） 23.0 km 1時間09分30秒
- 高橋謙介（順天堂大学） - 第75回（1999年） 23.0 km 1時間09分17秒
- 西田隆維（駒澤大学） - 第76回（2000年） 23.0 km 1時間09分00秒
- 塩川雄也（駒澤大学） - 第81回（2005年） 23.2 km 1時間08分38秒
- 篠藤淳（中央学院大学） - 第84回（2008年） 23.2 km 1時間08分01秒
- 中村唯翔（青山学院大学） - 第98回（2022年） 23.1 km 1時間07分15秒

### 10区

#### 第38回～第45回
- 横溝三郎（中央大学） - 第38回（1962年） 21.7 km 1時間07分22秒
- 安倍喜代志（明治大学） - 第39回（1963年） 21.7 km 1時間06分45秒
- 若松軍蔵（中央大学） - 第40回（1964年） 21.7 km 1時間05分44秒
- 高口徹（日本大学） - 第41回（1965年） 21.7 km 1時間03分41秒
- 土谷和夫（日本大学） - 第42回（1966年） 21.7 km 1時間03分34秒、第43回（1967年） 21.7 km 1時間03分17秒

#### 第48回～第74回
- 酒見勝喜（日本大学） - 第48回（1972年） 21.8 km 1時間07分27秒
- 竹内譲二（大東文化大学） - 第51回（1975年） 21.8 km 1時間06分55秒
- 岩瀬哲治（東京農業大学） - 第53回（1977年） 21.8 km 1時間06分31秒
- 小山英士（日本体育大学） - 第55回（1979年） 21.3 km 1時間06分29秒
- 小山輝夫（順天堂大学） - 第57回（1981年） 21.3 km 1時間05分51秒
- 遠藤司（早稲田大学）[注釈 4] - 第60回（1984年） 21.3 km 1時間04分05秒

#### 第75回大会以降
- 宮崎展仁（順天堂大学） - 第75回（1999年） 23.0 km 1時間11分08秒
- 高橋正仁（駒澤大学） - 第76回（2000年） 23.0 km 1時間10分26秒
- 真名子圭（大東文化大学） 第77回（2001年） 23.0 km 1時間10分19秒
- 櫻井勇樹（早稲田大学） 第78回（2002年） 23.0 km 1時間10分18秒
- 北浦政史（駒澤大学） 第79回（2003年） 23.0 km 1時間09分54秒
- 山田紘之（日本体育大学） 第81回（2005年） 23.1 km 1時間09分05秒
- 松瀬元太（順天堂大学） - 第83回（2007年） 23.1 km 1時間08分59秒
- 嶋津雄大（創価大学） - 第96回（2020年） 23.0 km 1時間08分40秒
- 中倉啓敦（青山学院大学） - 第98回（2022年） 23.0 km 1時間07分50秒

## 主要海外大会出場選手
なお、オリンピックと世界陸上選手権のメダリスト及び入賞者（8位まで、ただしモントリオール五輪以前は6位まで）、それ以外の主要海外大会のメダリスト、及び日本記録保持者欄で世界記録保持者は太字で示してある。

### オリンピック
アントワープオリンピック（1920年）
- 大浦留市（東京高等師範学校）…5000m・10000m
- 茂木善作（東京高等師範学校）…マラソン
- 八島健三（明治大学）…マラソン
- 三浦弥平（早稲田大学）…マラソン

パリオリンピック（1924年）
- 納戸徳重（東京高等師範学校）…400m・800m・10種競技
- 田代菊之助（中央大学）…マラソン
- 三浦弥平（早稲田大学）…10000m・マラソン

アムステルダムオリンピック（1928年）
- 永谷寿一（明治大学）…10000m・マラソン
- 津田晴一郎（慶應義塾大学）…マラソン6位入賞

ロサンゼルスオリンピック（1932年）
- 大木正幹（法政大学）…400m・4×400mリレー5位入賞
- 竹中正一郎（慶應義塾大学）…5000m・10000m
- 北本正路（慶應義塾大学）…10000m
- 津田晴一郎…マラソン5位入賞
- 権泰夏（明治大学）…マラソン

ベルリンオリンピック（1936年）
- 相原豊次（中央大学)…400m
- 富江利直（明治大学）…800m
- 青地球磨男（立教大学）…800m
- 中村清（早稲田大学）…1500m
- 村社講平（中央大学）…5000m4位入賞・10000m4位入賞
- 鈴木房重（日本大学）…10000m、マラソン
- 南昇竜（明治大学）…マラソン銅メダル
- 田中秀雄（中央大学）…3000m障害物
- 今井哲夫（慶應義塾大学）…3000m障害物

ヘルシンキオリンピック（1952年）
- 室矢芳隆（中央大学）…800m・1500m
- 井上治（中央大学）…5000m
- 西田勝雄（中央大学）…マラソン
- 内川義高（日本大学）…マラソン
- 高橋進（東京文理科大学）…3000m障害物

メルボルンオリンピック（1956年）
- 室矢芳隆…800m
- 鈴木重晴（早稲田大学）…800m
- 川島義明（日本大学）…マラソン5位入賞

ローマオリンピック（1960年）
- 渡辺和己（中央大学）…マラソン

東京オリンピック（1964年）
- 山口東一（中央大学）…1500m
- 岩下察男（中央大学）…5000m
- 渡辺和己…10000m
- 奥沢善二（東洋大学）…3000m障害物
- 横溝三郎（中央大学）…3000m障害物
- 猿渡武嗣（中央大学）…3000m障害物
- 土谷和夫（日本大学）…補欠

メキシコシティーオリンピック（1968年）
- 永井純（東京教育大学）…800m
- 澤木啓祐（順天堂大学）…5000m・10000m
- 鈴木従道（日本大学）…10000m
- 宇佐美彰朗（日本大学）…マラソン
- 猿渡武嗣…3000m障害物
- 松田信由（東洋大学）…3000m障害物

ミュンヘンオリンピック（1972年）
- 小山隆治（順天堂大学）…5000m・3000m障害物
- 澤木啓祐…10000m
- 宇佐美彰朗…マラソン・10000m
- 采谷義秋（日本体育大学）…マラソン

モントリオールオリンピック（1976年）
- 小山隆治…3000m障害物
- 宇佐美彰朗…マラソン

モスクワオリンピック（1980年）※不参加
- 新宅雅也（日本体育大学）…3000m障害物
- 瀬古利彦…マラソン
- 中村孝生（日本体育大学）…10000m

ロサンゼルスオリンピック（1984年）
- 新宅雅也…10000m
- 金井豊（早稲田大学）…10000m7位入賞
- 瀬古利彦…マラソン

ソウルオリンピック（1988年）
- 米重修一（大東文化大学）…5000m・10000m
- 遠藤司（早稲田大学）…10000m
- 新宅永灯至…マラソン
- 瀬古利彦…マラソン

バルセロナオリンピック（1992年）
- 浦田春生（中央大学）…10000m
- 大崎栄（東海大学）…10000m
- 谷口浩美…マラソン8位入賞
- 園原健弘（明治大学）…50キロ競歩

アトランタオリンピック（1996年）
- 花田勝彦…10000m
- 渡辺康幸…10000m（本番は欠場）
- 谷口浩美…マラソン
- 実井謙二郎（大東文化大学）…マラソン
- 川嶋伸次（日本体育大学）…マラソン（補欠）

シドニーオリンピック（2000年）
- 花田勝彦…10000m
- 川嶋伸次…マラソン
- 佐藤信之（中央大学）…マラソン

アテネオリンピック（2004年）
- 岩水嘉孝（順天堂大学）…3000m障害物
- 諏訪利成（東海大学）…マラソン6位入賞

北京オリンピック（2008年）
- 竹澤健介…5000m、10000m
- 岩水嘉孝…3000m障害物
- 尾方剛（山梨学院大学）…マラソン
- 佐藤敦之（早稲田大学）…マラソン
- 大崎悟史（山梨学院大学）…マラソン（本番は欠場）
- 藤原新（拓殖大学）…マラソン（補欠）

ロンドンオリンピック（2012年）
- 佐藤悠基…5000m・10000m
- 藤原新…マラソン
- 山本亮（中央大学）…マラソン
- 中本健太郎（拓殖大学）…マラソン6位入賞

リオデジャネイロオリンピック（2016年）
- 佐々木悟（大東文化大学）…マラソン
- 石川末廣（東洋大学）…マラソン
- 北島寿典（東洋大学）…マラソン
- 大迫傑（早稲田大学）…5000m・10000m
- 村山紘太（城西大学）…5000m・10000m
- 設楽悠太…10000m
- 塩尻和也（順天堂大学）…3000m障害物

東京オリンピック（2021年）
- 中村匠吾（駒澤大学）…マラソン
- 服部勇馬（東洋大学）…マラソン
- 大迫傑…マラソン6位入賞
- 大塚祥平（駒澤大学）…マラソン（補欠）
- 松枝博輝（順天堂大学）…5000m
- 坂東悠汰（法政大学）…5000m
- 相澤晃…10000m
- 伊藤達彦（東京国際大学）…10000m
- 三浦龍司（順天堂大学）…3000m障害物7位入賞
- 青木涼真…3000m障害物
- 山口浩勢（城西大学）…3000m障害物

パリオリンピック（2024年）
- 小山直城（東京農業大学）…マラソン
- 赤﨑暁（拓殖大学）…マラソン6位入賞
- 大迫傑…マラソン
- 川内優輝（学習院大学）…マラソン（補欠）
- 太田智樹（早稲田大学）…10000m
- 葛西潤（創価大学）…10000m
- 三浦龍司…3000m障害物8位入賞
- 青木涼真…3000m障害物

### 世界陸上競技選手権大会
1983年世界陸上競技選手権大会（第1回、ヘルシンキ）
- 園原健弘…20キロ競歩

1987年世界陸上競技選手権大会（第2回、ローマ）
- 阿部文明（駒澤大学）…マラソン
- 園原健弘…50キロ競歩

1991年世界陸上競技選手権大会（第3回、東京）
- 奥山光広（専修大学）…1500m
- 浦田春生…10000m
- 池田克美（早稲田大学）…10000m
- 谷口浩美…マラソン金メダル
- 仲村明（順天堂大学）…3000m障害物
- 園原健弘…50キロ競歩

1993年世界陸上競技選手権大会（第4回、シュトゥットガルト）
- 平塚潤（日本体育大学）…10000m
- 打越忠夫（順天堂大学）…マラソン5位入賞
- 仲村明…3000m障害物
- ビズネ・ヤエ・トゥーラ（亜細亜大学）…3000m障害物

1995年世界陸上競技選手権大会（第5回、イェーテボリ）
- 渡辺康幸…10000m
- 中村祐二（山梨学院大学）…マラソン
- 倉林俊彰（順天堂大学）…マラソン

1997年世界陸上競技選手権大会（第6回、アテネ）
- 川嶋伸次…マラソン
- 清水康次（大東文化大学）…マラソン
- 花田勝彦…マラソン

1999年世界陸上競技選手権大会（第7回、セビリア）
- 清水康次…マラソン7位入賞
- 佐藤信之…マラソン銅メダル
- 藤田敦史…マラソン6位入賞

2001年世界陸上競技選手権大会（第8回、エドモントン）
- 三代直樹…10000m
- 高橋健一（順天堂大学）…マラソン
- 藤田敦史…マラソン
- 西田隆維…マラソン
- 岩水嘉孝…3000m障害物

2003年世界陸上競技選手権大会（第9回、パリ）
- 坪田智夫（法政大学）…10000m
- 清水康次…マラソン
- 尾方剛…マラソン
- 佐藤敦之…マラソン
- 藤原正和（中央大学）…マラソン（本番は欠場）
- 岩水嘉孝…3000m障害物

2005年世界陸上競技選手権大会（第10回、ヘルシンキ）
- 小林史和（拓殖大学）…1500m
- 尾方剛…マラソン銅メダル
- 岩水嘉孝…3000m障害物

2007年世界陸上競技選手権大会（第11回、大阪）
- 小林史和…1500m
- 竹澤健介…10000m
- 諏訪利成…マラソン7位入賞
- 尾方剛…マラソン5位入賞
- 大崎悟史…マラソン6位入賞
- 久保田満（東洋大学）…マラソン
- 岩水嘉孝…3000m障害物

2009年世界陸上競技選手権大会（第12回、ベルリン）
- 上野裕一郎（中央大学）…5000m
- 岩井勇輝（日本大学）…10000m
- 清水将也（日本大学）…マラソン
- 藤原新…マラソン
- 佐藤敦之…マラソン6位入賞
- 高橋謙介…マラソン（補欠）
- 岩水嘉孝…3000m障害物

2011年世界陸上競技選手権大会（第13回、大邱）
- 佐藤悠基･･･10000m
- 北岡幸浩（東洋大学）…マラソン
- 川内優輝（学習院大学）…マラソン
- 尾田賢典（関東学院大学）…マラソン
- 中本健太郎…マラソン

2013年世界陸上競技選手権大会（第14回、モスクワ）
- 佐藤悠基･･･5000m・10000m
- 宇賀地強（駒澤大学）…10000m
- 大迫傑…10000m
- 中本健太郎…マラソン6位入賞
- 川内優輝…マラソン
- 藤原正和（中央大学）…マラソン

2015年世界陸上競技選手権大会（第15回、北京）
- 村山紘太…5000m
- 大迫傑…5000m
- 鎧坂哲哉（明治大学）…10000m
- 設楽悠太…10000m
- 村山謙太（駒澤大学）…10000m
- 藤原正和…マラソン
- 今井正人…マラソン（本番は欠場）

2017年世界陸上競技選手権大会（第16回、ロンドン）
- 井上大仁（山梨学院大学）…マラソン
- 川内優輝…マラソン
- 中本健太郎…マラソン
- 潰滝大記（中央学院大学）…3000m障害物

2019年世界陸上競技選手権大会（第17回、ドーハ）
- 川内優輝…マラソン
- 二岡康平（駒澤大学）…マラソン
- 山岸宏貴（上武大学）…マラソン

2022年世界陸上競技選手権大会（第18回、オレゴン）
- 田澤廉（駒澤大学）…10000m
- 伊藤達彦…10000m
- 鈴木健吾（神奈川大学）…マラソン（本番は欠場）
- 星岳（帝京大学）…マラソン
- 西山雄介（駒澤大学）…マラソン
- 三浦龍司…3000m障害物
- 青木涼真…3000m障害物
- 山口浩勢…3000m障害物

2023年世界陸上競技選手権大会（第19回、ブダペスト）
- 田澤廉…10000m
- 塩尻和也…5000m
- 其田健也（駒澤大学）…マラソン
- 山下一貴（駒澤大学）…マラソン
- 西山和弥（東洋大学）…マラソン
- 三浦龍司…3000m障害物6位入賞
- 青木涼真…3000m障害物
- 山口浩勢…3000m障害物

### ワールドカップ
第1回デュッセルドルフ大会（1977年）
- 石井隆士（日本体育大学）…1500m5位入賞
- 新宅雅也（日本体育大学）…3000m障害物6位入賞

第2回モントリオール大会（1979年）
- 新宅雅也…3000m障害物6位入賞

第3回ローマ大会（1981年）
- 石井隆士…1500m
- 新宅雅也…3000m障害物銅メダル

第5回バルセロナ大会（1989年）
- 浦田春生（中央大学）…10000m4位入賞
- 板橋弘行（中央大学）…3000m障害物4位入賞

第6回ハバナ大会（1992年）
- 大崎栄（東海大学）…10000m6位入賞

### アジア大会
第1回ニューデリー大会（1951年）
- 高橋進…1500m銀メダル
- 高杉良輔（中央大学）…5000m4位入賞・10000m銅メダル
- 西田勝雄…マラソン銀メダル

第2回マニラ大会（1954年）
- 室矢芳隆…800m金メダル・1500m銀メダル
- 鈴木重晴…800m4位入賞・1500m5位入賞
- 井上治…5000m5位入賞
- 昼田哲士（早稲田大学）…5000m6位入賞
- 山内二郎（法政大学）…10000m銀メダル
- 梅沢一美（立教大学）…10000m4位入賞
- 谷敷正雄（中央大学）…10000m5位入賞
- 高橋進…3000m障害物金メダル
- 白鷺靖昌（早稲田大学）…3000m障害物銀メダル

第3回東京大会（1958年）
- 室矢芳隆…800m金メダル
- 横山和五郎（日本大学）…1500m4位入賞
- 井上治…5000m金メダル
- 林田積之介（東京教育大学）…5000m4位入賞
- 馬場孝（日本大学）…10000m金メダル
- 山内二郎…10000m4位入賞
- 高橋進…3000m障害物銅メダル

第4回ジャカルタ大会（1962年）
- 岩下察男…800m4位入賞・1500m銅メダル
- 猿渡武嗣…1500m4位入賞
- 横溝三郎…5000m銀メダル
- 船井照夫（早稲田大学）…5000m5位・10000m銀メダル
- 長田正幸（東京教育大学）…10000m金メダル
- 杉崎孝（中央大学）…3000m障害物銀メダル
- 奥沢善二…3000m障害物銅メダル

第5回バンコク大会（1966年）
- 澤木啓祐…1500m金メダル・5000m金メダル
- 岩下察男…1500m銅メダル
- 土谷和夫…5000m銀メダル・10000m金メダル
- 白井偗（中央大学）…10000m銀メダル
- 猿渡武嗣…3000m障害物金メダル
- 松田信由…3000m障害物銅メダル

第6回バンコク大会（1970年）
- 土谷善建（早稲田大学）…800m銅メダル
- 野呂進（日本体育大学）…1500m金メダル・3000m障害物銀メダル
- 大槻憲一（日本大学）…5000m4位入賞
- 宮下敏夫（順天堂大学）…5000m6位入賞
- 三浦信由…3000m障害物金メダル

第7回テヘラン大会（1974年）
- 石井隆士（日本体育大学）…800m5位入賞
- 太田徹（青山学院大学）…800m6位入賞
- 野呂進…1500m銀メダル・3000m障害物6位入賞
- 小沢欽一（日本体育大学）…5000m銅メダル
- 小山隆治…3000m障害物金メダル

第8回バンコク大会（1978年）
- 石井隆士…800m銅メダル・1500m金メダル
- 重成敏史（順天堂大学）…800m5位入賞・1500m4位入賞
- 中村孝生…5000m銅メダル・10000m5位入賞
- 新宅雅也…3000m障害物金メダル
- 岩渕仁（日本体育大学）…3000m障害物銅メダル

第9回ニューデリー大会（1982年）
- 新宅雅也…5000m金メダル
- 下重庄三（国士舘大学）…5000m5位入賞・10000m4位入賞
- 阿部文明…マラソン銀メダル
- 河野匡（筑波大学）…3000m障害物金メダル

第10回ソウル大会（1986年）
- 大志田秀次（中央大学）…1500m金メダル
- 大塚正美（日本体育大学）…1500m5位入賞
- 新宅雅也…5000m銀メダル・10000m金メダル
- 金井豊…5000m銅メダル
- 瀬古利彦…10000m銅メダル
- 谷口浩美…マラソン銅メダル

第11回北京大会（1990年）
- 奥山光広…1500m銅メダル
- 山田和人（順天堂大学）…3000m障害物金メダル
- 仲村明…3000m障害物6位入賞
- 園原健弘…50キロ競歩4位入賞

第12回広島大会（1994年）
- 奥山光広…1500m銅メダル
- 大場康成…1500m6位入賞
- 花田勝彦…5000m5位入賞
- 平塚潤（日本体育大学）…10000m銀メダル
- 鈴木賢一（順天堂大学）…マラソン6位入賞
- 仲村明…3000m障害物7位入賞

第13回バンコク大会（1998年）
- 櫛部静二…5000m7位入賞

第14回釜山大会（2002年）
- 徳本一善（法政大学）…1500m5位入賞
- 小林史和…1500m6位入賞
- 佐藤敦之…10000m6位入賞
- 坪田智夫…10000m7位入賞
- 清水康次…マラソン銀メダル
- 武井隆次…マラソン銅メダル
- 岩水嘉孝…3000m障害物銀メダル

第15回ドーハ大会（2006年）
- 小林史和…1500m5位入賞
- 大崎悟史…マラソン銅メダル

第16回広州大会（2010年）
- 村上康則（順天堂大学）…1500m
- 松岡佑起（順天堂大学）…5000m
- 竹澤健介…5000m6位入賞
- 北村聡…10000m6位入賞
- 武田毅（順天堂大学）…3000m障害物5位入賞
- 北岡幸浩…マラソン銀メダル

第17回仁川大会（2014年）
- 村山紘太…5000m5位入賞
- 佐藤悠基…5000m6位入賞
- 大迫傑…10000m銀メダル
- 松村康平（山梨学院大学）…マラソン銀メダル
- 川内優輝…マラソン銅メダル
- 篠藤淳…3000m障害物4位入賞

第18回ジャカルタ大会（2018年）
- 館澤亨次（東海大学）…1500m
- 井上大仁…マラソン金メダル
- 園田隼（上武大学）…マラソン4位入賞
- 塩尻和也…3000m障害物銅メダル
- 山口浩勢…3000m障害物

第19回杭州大会（2022年）
- 河村一輝（明治大学）…1500m
- 佐藤圭汰（駒澤大学）…5000m6位入賞
- 田澤廉…10000m4位入賞
- 塩尻和也…10000m5位入賞
- 定方俊樹（東洋大学）…マラソン4位入賞
- 池田耀平（日本体育大学）…マラソン6位入賞
- 青木涼真…3000m障害物銀メダル

### アジア陸上競技選手権大会
※第1回から第8回まではアジア陸上競技大会、第9回以降アジア陸上競技選手権大会。通称アジア選手権。
第1回マニラ大会（1973年）
- 小山隆治…3000m障害物金メダル

第2回ソウル大会（1975年）
- 石井隆士…800m銀メダル・1500m金メダル
- 鈴木従道…10000m6位入賞
- 田中末喜（東洋大学）…マラソン金メダル
- 岩渕仁…3000m障害物銀メダル
- 中村典之（順天堂大学）…3000m障害物銅メダル

第3回東京大会（1979年）
- 重成敏史…800m銀メダル・1500m銅メダル
- 石井隆士…1500m銀メダル
- 中村孝生…5000m銀メダル
- 瀬古利彦…10000m金メダル
- 新宅雅也…3000m障害物金メダル
- 岩渕仁…3000m障害物銀メダル

第4回東京大会（1981年）
- 石井隆士…1500m金メダル
- 新宅雅也…3000m障害物金メダル

第6回ジャカルタ大会（1985年）
- 浦田春生…5000m銀メダル

第7回シンガポール大会（1987年）
- 星野有（筑波大学）…800m5位入賞・1500m銅メダル
- 岩佐吉章（順天堂大学）…5000m銀メダル
- 三浦武彦…5000m5位入賞
- 音喜多正志（日本大学）…3000m障害物金メダル

第8回ニューデリー大会（1989年）
- 岡田敦行（明治大学）…3000m障害物

第10回マニラ大会（1993年）
- 巽博和（順天堂大学）…1500m

第11回ジャカルタ大会（1995年）
- 町田次男（中央学院大学）…5000m・3000m障害物5位入賞

第12回福岡大会（1998年）
- 梅津富浩（日本大学）…1500m4位入賞
- 井幡政等（山梨学院大学）…10000m4位入賞

第13回ジャカルタ大会（2000年）
- 徳本一善…1500m5位入賞
- 野田道胤（日本体育大学）…5000m
- 山本豪（日本大学）…3000m障害物金メダル

第14回コロンボ大会（2002年）
- 小林哲也（法政大学）…1500m5位入賞

第15回マニラ大会（2003年）
- 小林史和…1500m銅メダル

第16回仁川大会（2005年）
- 村上康則…1500m4位入賞
- 尾田賢典…10000m4位入賞
- 梅枝裕吉（日本体育大学）…3000m障害物7位入賞

第17回アンマン大会（2007年）
- 小林史和 …1500m

第18回広州大会（2009年）
- 小林史和 …1500m
- 竹澤健介 …5000m4位入賞
- 中尾勇生（帝京大学）…10000m4位入賞
- 武田毅…3000m障害物5位入賞
- 松浦貴之（中央学院大学）…3000m障害物6位入賞

第19回兵庫・神戸大会（2011年）
- 井野洋（順天堂大学） …1500m4位入賞
- 佐藤悠基 …5000m銀メダル
- 鎧坂哲哉…5000m5位入賞
- 村澤明伸（東海大学）…10000m銅メダル
- 宇賀地強…10000m4位入賞
- 武田毅…3000m障害物5位入賞
- 梅枝裕吉…3000m障害物6位入賞

第20回プネー大会（2013年）
- 北村聡…5000m6位入賞
- 武田毅…3000m障害物銅メダル

第21回武漢大会（2015年）
- 堂本尚寛（日本大学）…1500m8位入賞
- 廣瀨大貴（明治大学）…1500m4位入賞
- 戸田雅稀（東京農業大学）…5000m4位入賞

第22回ブバネシュワール大会（2017年）
- 山口浩勢…3000m障害物5位入賞

第23回ドーハ大会（2019年）
- 館澤亨次…1500m5位入賞
- 松枝博輝…5000m銅メダル
- 服部弾馬…5000m4位入賞
- 鎧坂哲哉…10000m5位入賞
- 阿部弘輝…10000m6位入賞
- 塩尻和也…3000m障害物銅メダル
- 山口浩勢…3000m障害物6位入賞

第25回バンコク大会（2023年）
- 河村一輝…1500m8位入賞
- 塩尻和也…5000m銀メダル
- 田澤廉…10000m金メダル
- 青木涼真…3000m障害物金メダル

### 世界クロスカントリー選手権
第6回グラスゴー大会（1978年）
- 大金一幸（日本体育大学）
- 照井典勝（日本体育大学）
- 新地憲宏（日本体育大学）
- 出口彰（日本体育大学）
- 伊藤哲二（日本体育大学）
- 禿雄進（日本体育大学）
- 田中春行（日本体育大学）

第12回イーストラザフォード大会（1984年）
- 下重庄三
- 米重修一
- 渋谷俊浩（筑波大学）
- 上田誠仁（順天堂大学）
- 羽柴卓也（順天堂大学）

第13回リスボン大会（1985年）
- 加藤覚（専修大学）
- 成田道彦（法政大学）
- 米重修一
- 大塚正美
- 下重庄三

第14回コロンビエ・ヌーシャテル大会（1986年）
- 米重修一
- 下重庄三
- 加藤覚
- 中島修三
- 大塚正美
- 山口政信（大東文化大学）…ジュニア部門での出場

第15回ワルシャワ大会（1987年）
- 米重修一
- 中島修三
- 矢野哲（筑波大学）
- 斎藤勲（東洋大学）

第16回オークランド大会（1988年）
- 若倉和也（法政大学）
- 笠間三四郎（日本大学）
- 山田和人
- 加藤覚
- 加藤宏純（大東文化大学）
- 平塚潤…ジュニア部門での出場
- 北原慎也（駒澤大学）…ジュニア部門での出場

第17回スタバンゲル大会（1989年）
- 下重庄三
- 笠間三四郎
- 三浦武彦（順天堂大学）
- 仲村明

第18回エクス・レ・バン大会（1990年）
- 下重庄三
- 梅津富浩（日本大学）
- 奈良修…ジュニア部門での出場

第19回アントワープ大会（1991年）
- 大沢陽祐（中央大学）
- 下重庄三
- 仲村明
- 本川一美（順天堂大学）…ジュニア部門での出場

第20回ボストン大会（1992年）
- 実井謙二郎
- 沼田康二（東洋大学）
- 仲村明
- 川内勝弘（日本大学）…ジュニア部門での出場

第21回アモレビエタ大会（1993年）
- 相澤義和（東海大学）
- 沼田康二
- 川波貴臣…ジュニア部門での出場

第22回ブダペスト大会（1994年）
- 相澤義和
- 中野政文（山梨学院大学）
- 小田典彦（神奈川大学）
- 菅陽一郎（中央大学）
- 野田道胤…ジュニア部門での出場

第23回ダラム大会（1995年）
- 奈良修
- 横田芳則（大東文化大学）

第24回ケープタウン大会（1996年）
- 三代直樹…ジュニア部門での出場

第25回トリノ大会（1997年）
- 進藤吉紀（明治大学）
- 横田芳則
- 山本佑樹（日本大学）

第26回マラケシュ大会（1998年）
- 梅津富浩（日本大学）

第27回ベルファスト大会（1999年）
- 古田哲弘
- 三代直樹
- 奥田真一郎（順天堂大学）…ジュニア部門での出場

第28回ヴィラモウラ大会（2000年）
- 榊枝広光（順天堂大学）
- 藤原正和…ジュニア部門での出場

第29回オステンド大会（2001年）
- 藤井周一（日本大学）…ジュニア部門での出場

第30回ダブリン大会（2002年）
- 奥田真一郎
- 実井謙二郎
- 山本佑樹
- 小嶋大輔（中央大学）
- 空山隆児（早稲田大学）…ジュニア部門での出場

第32回ブリュッセル大会（2004年）
- 岩水嘉孝

第33回サンガルミエ大会（2005年）
- 高橋謙介
- 高橋健一
- 松岡佑起
- 上野裕一郎
- 高見澤勝（山梨学院大学）
- 北村聡（日本体育大学）…ジュニア部門での出場

第34回福岡大会（2006年）
- 今井正人
- 竹澤健介
- 徳本一善
- 伊達秀晃（東海大学）
- 上野裕一郎
- 飛松誠（帝京大学）
- 池永和樹（中央大学）
- 岩水嘉孝

第35回モンバサ大会（2007年）
- 小野裕幸（順天堂大学）
- 高橋優太（城西大学）
- 佐藤秀和（順天堂大学）
- 岩水嘉孝
- 柴田尚輝（駒澤大学）
- 深津卓也（駒澤大学）
- 松村拓希（駒澤大学）

第36回エディンバラ大会（2008年）
- 飛松誠
- 北村聡
- 岩水嘉孝
- 梅枝裕吉
- 佐藤悠基
- 宇賀地強
- 佐藤秀和

第37回アンマン大会（2009年）
- 福井誠（日本大学）
- 石川末廣（東洋大学）
- 梅枝裕吉
- 高橋優太
- 池上誠悟（中央大学）
- 岡本直己（明治大学）

第38回ビドゴシチ大会（2010年）
- 鎧坂哲哉
- 出口和也（日本体育大学）
- 梅枝裕吉
- 野口拓也（日本体育大学）
- 早川翼（東海大学）
- 大石港与（中央大学）
- 村澤明伸…ジュニア部門での出場

第39回プンタ・ウンブリア大会（2011年）
- 田村優宝（日本大学）
- 高林祐介（駒澤大学）
- 早川翼
- 鎧坂哲哉
- 佐藤悠基

第40回ビドゴシチ大会（2013年）
- 本田匠（日本体育大学）
- 矢野圭吾（日本体育大学）
- 上野渉（駒澤大学）
- 小野裕幸
- 山中秀仁（日本体育大学）…ジュニア部門での出場
- 西山雄介…ジュニア部門での出場
- 廣田雄希（東海大学）…ジュニア部門での出場
- 一色恭志（青山学院大学）…ジュニア部門での出場

第41回貴陽大会（2015年）
- 久保田和真（青山学院大学）
- 松枝博輝
- 湊谷春紀（東海大学）…ジュニア部門での出場
- 坂口裕之（明治大学）…ジュニア部門での出場
- 下史典（駒澤大学）…ジュニア部門での出場
- 鬼塚翔太（東海大学）…ジュニア部門での出場
- 館澤亨次…ジュニア部門での出場
- 松尾淳之介（東海大学）…ジュニア部門での出場

第42回カンパラ大会（2017年）
- 大塚倭（神奈川大学）
- 大野日暉（神奈川大学）
- 前田将太（大東文化大学）
- 西山和弥…ジュニア部門での出場
- 清水颯大（順天堂大学）…ジュニア部門での出場
- 𠮷田圭太（青山学院大学）…ジュニア部門での出場
- 千明龍之佑（早稲田大学）…ジュニア部門での出場
- 酒井耀史（明治大学）…ジュニア部門での出場

第43回オーフス大会（2019年）
- 坂東悠汰
- 中谷雄飛（早稲田大学）
- 小松陽平
- 山口浩勢
- 西山雄介

第44回バサースト大会（2023年）
- 𠮷田圭太
- 服部弾馬
- 長谷川柊（専修大学）
- 東泉大河（駿河台大学）…ジュニア部門での出場

### 世界ハーフマラソン選手権
第4回ベルフォール大会（1995年）
- 佐藤信之…個人8位
- 宮本善史（亜細亜大学）
- 井幡政等
- 宮島誠一（国士舘大学）

第5回パルマ・デ・マヨルカ大会（1996年）…団体銅メダル
- 井幡政等
- 花田勝彦

第6回コシツェ大会（1997年）
- 奈良修
- 宮本善史

第7回チューリッヒ大会（1998年）
- 奈良修
- 藤田敦史
- 花田勝彦

第8回パレルモ大会（1999年）
- 尾方剛
- 小林雅幸

第9回ベラクルス大会（2000年）
- 志田淳（東海大学）
- 森政辰巳（山梨学院大学）

第10回ブリストル大会（2001年）
- 浜野健（順天堂大学）

第11回ブリュッセル大会（2002年）…団体銀メダル
- 佐藤敦之…個人8位
- 加藤俊英（東京農業大学）
- 梅木蔵雄（早稲田大学）
- 西川哲生（山梨学院大学）
- 野口英盛（順天堂大学）

第12回ヴィラモウラ大会（2003年）
- 前田和之（亜細亜大学）
- 諏訪利成

第13回ニューデリー大会（2004年）
- 中崎幸伸（帝京大学）
- 尾田賢典

第14回エドモントン大会（2005年）
- 大坪隆誠（山梨学院大学）

第15回デブレツェン大会（2006年）
- 下里和義（神奈川大学）
- 井幡政等

第16回ウーディネ大会（2007年）
- 佐藤敦之
- 西村哲生（東海大学）

第17回リオデジャネイロ大会（2008年）
- 西村哲生
- 北岡幸浩
- 中尾勇生
- 木原真佐人（中央学院大学）
- メクボ・ジョブ・モグス

第18回バーミンガム大会（2009年）
- 佐藤敦之
- 北岡幸浩
- 尾田賢典
- 福山良祐（中央学院大学）
- 板倉具視（順天堂大学）

第19回南寧大会（2010年）
- 圓井彰彦（法政大学）
- 今井正人
- 大西智也（東洋大学）
- 宇賀地強

第20回カヴァルナ大会（2012年）
- 川内優輝
- 宇賀地強
- 岡本直己（明治大学）
- 木原真佐人

第21回コペンハーゲン大会（2014年）
- 星創太（駒澤大学）
- 菊地賢人（明治大学）
- 村山謙太
- 中村匠吾
- 井上大仁

第22回カーディフ大会（2016年）
- 中村匠吾
- 中谷圭佑（駒澤大学）
- 大石港与
- 工藤有生（駒澤大学）

第23回バレンシア大会（2018年）
- 大迫傑
- 村山謙太
- 村山紘太
- 園田隼

第24回グディーニャ大会（2020年）
- 藤本拓(国士舘大学)
- 佐藤悠基

### 世界ロードランニング選手権
第1回リガ大会（2023年）
- 館澤亨次…1マイル
- 清水歓太(早稲田大学)…5キロ
- 吉居大和…5キロ
- 太田智樹(早稲田大学)…ハーフマラソン
- 近藤亮太(順天堂大学)…ハーフマラソン

### ユニバーシアード
第1回トリノ大会（1959年）
- 横溝三郎…1500m銀メダル

第2回ソフィア大会（1961年）
- 横溝三郎…5000m5位入賞
- 船井照夫…5000m

第3回ポルト・アレグレ大会（1963年）
- 岩下察男…800m4位入賞・1500m4位入賞
- 船井照夫…5000m4位入賞

第4回ブダペスト大会（1965年）
- 靑葉昌幸（日本大学）…1500m6位入賞
- 澤木啓祐…5000m金メダル

第5回東京大会（1967年）
- 土谷善建…800m
- 細川博（順天堂大学）…1500m
- 野呂進（日本体育大学）…1500m
- 澤木啓祐…5000m金メダル・10000m金メダル
- 大槻憲一…5000m5位入賞
- 鈴木従道…10000m4位入賞
- 松田信由…3000m障害物銅メダル

第6回トリノ大会（1970年）
- 大槻憲一…5000m4位入賞・10000m5位入賞
- 小山隆治…3000m障害物銅メダル

第7回モスクワ大会（1973年）
- 古賀丈雄（国士舘大学）…5000m・10000m

第9回ソフィア大会（1977年）
- 石井隆士…800m・1500m
- 重成敏史…800m・1500m
- 中村孝生…5000m・10000m
- 新宅雅也…3000m障害物

第10回メキシコシティー大会（1979年）
- 中村孝生…800m5位入賞

第11回ブカレスト大会（1981年）
- 遠藤司…1500m
- 金井豊…5000m・10000m
- 大塚正美…3000m障害物
- 河野匡…3000m障害物

第12回エドモントン大会（1983年）
- 米重修一…5000m銅メダル・10000m金メダル
- 渋谷俊浩…マラソン4位入賞
- 池田重政（大東文化大学）…マラソン
- 園原健弘…20キロ競歩

第13回神戸大会（1985年）
- 木村康樹（順天堂大学）…1500m
- 遠藤司…5000m4位入賞
- 米重修一…5000m6位入賞・10000m銅メダル
- 加藤覚…10000m5位入賞
- 渋谷俊浩…マラソン7位入賞
- 林清司（東洋大学）…補欠
- 三枝秀樹（順天堂大学）…3000m障害物
- 園原健弘…20キロ競歩

第14回ザグレブ大会（1987年）
- 村上享史（中央大学）…マラソン銀メダル

第15回デュースブルク大会（1989年）
- 奥山光広…1500m
- 池田克美…5000m・10000m
- 牧野典彰（明治大学）…マラソン4位入賞
- 武田裕明（日本大学）…マラソン
- 山田和人…3000m障害物

第16回シェフィールド大会（1991年）
- 武井隆次…5000m・10000m銀メダル
- 実井謙二郎…マラソン銀メダル
- 千葉祐一…マラソン6位入賞
- 仲村明…3000m障害物銀メダル

第17回バッファロー大会（1993年）
- 渡辺康幸…10000m銀メダル
- 大江英之（中央大学）…マラソン5位入賞
- 小椋誠（山梨学院大学）…マラソン
- 千葉信彦…マラソン

第18回福岡大会（1995年）
- 郷原剛（早稲田大学）…800m
- 山本豪…1500m
- 川内勝弘…5000m金メダル
- 磯松大輔（法政大学）…5000m
- 渡辺康幸…10000m金メダル
- 小林雅幸…10000m4位入賞
- 森川貴生（中央大学）…マラソン金メダル
- 古井康洋（亜細亜大学）…マラソン4位入賞
- 千葉信彦…マラソン

第19回シチリア大会（1997年）
- 三代直樹…5000m4位入賞・10000m
- 小林渉（中央大学）…5000m・10000m
- 池谷真輝（大東文化大学）…ハーフマラソン4位入賞
- 菅野邦彰（亜細亜大学）…ハーフマラソン8位入賞

第20回パルマ・デ・マヨルカ大会（1999年）
- 三代直樹…5000m銅メダル・10000m銀メダル
- 西田隆維…ハーフマラソン銀メダル
- 高橋謙介…ハーフマラソン

第21回北京大会（2001年）
- 徳本一善…5000m5位入賞・10000m銅メダル
- 橋ノ口滝一（山梨学院大学）…5000m・10000m4位入賞
- 藤原正和…ハーフマラソン金メダル
- 松下龍治（駒澤大学）…ハーフマラソン銅メダル
- 岩水嘉孝…3000m障害物5位入賞

第22回大邱大会（2003年）
- 橋ノ口滝一…5000m6位入賞・10000m銅メダル
- 村田義広（大東文化大学）…ハーフマラソン4位入賞
- 三行幸一（東洋大学）…ハーフマラソン
- 秦玲（國學院大學）…ハーフマラソン
- 中井祥太（東海大学）…ハーフマラソン

第23回イズミル大会（2005年）
- 村上康則…1500m・5000m
- 佐藤悠基…5000m7位入賞・10000m4位入賞
- 伊達秀晃…10000m5位入賞
- 田上貴之（城西大学）…ハーフマラソン銀メダル
- 保科光作（日本体育大学）…ハーフマラソン4位入賞
- 熊本剛（日本体育大学）…ハーフマラソン5位入賞
- 丸山敬三（東海大学）…ハーフマラソン

第24回バンコク大会（2007年）
- 井野洋（順天堂大学）…1500m
- 高橋優太…5000m4位入賞
- 松岡佑起…5000m銀メダル・10000m4位入賞
- 宇賀地強…10000m
- 豊田崇（神奈川大学）…ハーフマラソン銅メダル
- 加藤創大（早稲田大学）…ハーフマラソン5位入賞

第25回ベオグラード大会（2009年）
- 村澤明伸…5000m
- 柏原竜二…10000m8位入賞
- 宇賀地強…5000m・10000m6位入賞
- 池田宗司（駒澤大学）…ハーフマラソン4位入賞
- 星創太…ハーフマラソン
- 若松儀裕（東洋大学）…ハーフマラソン
- 大西智也…ハーフマラソン銀メダル

第26回深圳大会（2011年）
- 油布郁人（駒澤大学）…5000m
- 大迫傑…10000m金メダル
- 鎧坂哲哉…10000m5位入賞
- 早川翼…ハーフマラソン銅メダル
- 撹上宏光（駒澤大学）…ハーフマラソン
- 出岐雄大（青山学院大学）…ハーフマラソン6位入賞
- 矢澤曜（早稲田大学）…ハーフマラソン7位入賞

第27回カザン大会（2013年）
- 村山謙太…10000m
- 服部翔大（日本体育大学）…ハーフマラソン5位入賞・10000m6位入賞
- 設楽悠太…ハーフマラソン
- 蛯名聡勝（帝京大学）…ハーフマラソン8位入賞
- 山岸宏貴…ハーフマラソン4位入賞
- 中村匠吾…ハーフマラソン銅メダル

第28回光州大会（2015年）
- 潰滝大記…5000m6位入賞・10000m・ハーフマラソン
- 中谷圭佑…5000m・10000m銅メダル
- 川端千都（東海大学）…10000m
- 小椋裕介（青山学院大学）…ハーフマラソン金メダル
- 一色恭志…ハーフマラソン銀メダル
- 髙橋裕太（帝京大学）…ハーフマラソン銅メダル
- 工藤有生…ハーフマラソン5位入賞

第29回台北大会（2017年）
- 栃木渡（順天堂大学）…ハーフマラソン6位入賞
- 塩尻和也…10000m銅メダル
- 鈴木健吾…ハーフマラソン銅メダル
- 工藤有生…ハーフマラソン銀メダル
- 片西景（駒澤大学）…ハーフマラソン金メダル
- 鈴木塁人（青山学院大学）…ハーフマラソン

第30回ナポリ大会（2019年）
- 館澤亨次…1500m・5000m5位入賞
- 阿部弘輝（明治大学）…10000m銀メダル
- 西山和弥…10000m8位入賞
- 相澤晃…ハーフマラソン金メダル
- 中村大聖（駒澤大学）…ハーフマラソン銀メダル
- 伊藤達彦…ハーフマラソン銅メダル
- 阪口竜平（東海大学）…3000m障害物6位入賞

第31回成都大会（2023年）
- 安原太陽（駒澤大学）…5000m銀メダル
- 石原翔太郎（東海大学）…5000m4位入賞
- 山本唯翔…10000m銅メダル
- 吉田礼志…ハーフマラソン4位入賞
- 篠原倖太朗（駒澤大学）…ハーフマラソン6位入賞
- 松永伶(法政大学)…ハーフマラソン
- 菖蒲敦司（早稲田大学）…3000m障害物銅メダル

## 日本選手権優勝選手

### 400m
- 相原豊次
- 納戸徳重（東京高等師範学校）

### 800m
- 納戸徳重
- 青地球磨男
- 平井文夫（中央大学）
- 高橋進
- 室矢芳隆
- 帖佐寛章（東京教育大学）
- 渡部玲（日本体育大学）
- 岩下察男
- 永井純
- 太田徹
- 石井隆士（日本体育大学）
- 重成敏史
- 星野有

### 1500m
- 戸田菊夫（日本歯科医科専門学校）
- 縄田尚門（早稲田大学）
- 佐藤秀三郎（東京高等師範学校）
- 岡田英夫（慶應義塾大学）
- 土屋甲子雄（日本歯科医科専門学校）
- 久富進（東京農業大学）
- 津田晴一郎
- 中村清
- 岩淵邦明（日本大学）
- 大森伊三治（明治大学）
- 宮城礼次（明治大学）
- 高橋進
- 菊池由起男（中央大学）
- 守屋喜久夫（日本大学）
- 室矢芳隆
- 帖佐寛章
- 田中清司（早稲田大学）
- 里勝安（早稲田大学）
- 岩下察男
- 青葉昌幸
- 太田徹
- 野呂進（日本体育大学）
- 宮広重夫（順天堂大学）
- 石井隆士
- 重成敏史
- 大塚正美
- 羽柴卓也
- 奥山光広
- 山本豪
- 梅津富浩（日本大学）
- 小林史和
- 上野裕一郎
- 村上康則
- 井野洋
- 田中佳祐（城西大学）
- 荒井七海（東海大学）
- 戸田雅稀
- 館澤亨次
- 河村一輝

### 5000m
- 縄田尚門
- 永谷寿一
- 北本正路
- 津田晴一郎
- 村社講平
- 郷野喜一（日本大学）
- 山下勝（専修大学）
- 岡正康（明治大学）
- 井上治
- 山内二郎
- 高橋進
- 林田積之介
- 横溝三郎
- 岩下察男
- 沢木啓祐
- 土谷和夫
- 鈴木従道
- 宮下敏夫
- 高尾信昭（日本大学）
- 新宅雅也
- 大塚正美
- 金井豊
- 浦田春生
- 花田勝彦
- 大場康成
- 上野裕一郎
- 松岡佑起
- 出口和也
- 星創太
- 佐藤悠基
- 村山紘太
- 大迫傑
- 松枝博輝
- 服部弾馬（東洋大学）
- 坂東悠汰
- 塩尻和也
- 伊藤達彦

### 10000m
- 山口幹（中央大学）
- 下村広次（明治大学）
- 平野太郎七（中央大学）
- 永谷寿一
- 森本一徳（日本大学）
- 中島幸基（早稲田大学）
- 津田晴一郎
- 北本正路
- 村社講平
- 山下勝（専修大学）
- 末永包徳（中央大学）
- 高杉良輔
- 大西増夫（法政大学）
- 梅沢一美
- 井上治
- 林田積之介
- 馬場孝
- 土谷和夫
- 沢木啓祐
- 宇佐美彰朗
- 大槻憲一
- 宮下敏夫
- 高尾信昭
- 新宅雅也
- 中村孝生
- 浦田春生
- ステファン・マヤカ（山梨学院大学）
- 岩井勇輝
- 竹澤健介
- 佐藤悠基
- 鎧坂哲哉
- 大迫傑
- 大六野秀畝（明治大学）
- 田村和希
- 相澤晃
- 伊藤達彦
- 塩尻和也

### 400m障害
- 相原豊次
- 平井文夫

### 3000m障害物
- 内田賢（明治大学）
- 田中秀雄
- 今井哲夫
- 大沢竜雄（日本大学）
- 高橋進
- 井上治
- 横溝三郎
- 奥沢善二
- 青葉昌幸
- 猿渡武嗣
- 三浦信由
- 小山隆治
- 新宅雅也
- 酒匂真次（順天堂大学）
- 河野匡
- 三枝秀樹
- 山田和人
- 仲村明
- ビズネ・ヤエ・トゥーラ
- 岩水嘉孝
- 篠藤淳
- 武田毅
- 潰滝大記
- 塩尻和也
- 阪口竜平
- 山口浩勢
- 三浦龍司

### 20キロ競歩
- 園原健弘

### 50キロ競歩
- 園原健弘

### クロスカントリー

#### 12km
- 市田孝(大東文化大学)
- 鬼塚翔太

#### 10km
- 大迫傑
- 坂東悠汰
- 浦野雄平
- 三浦龍司
- 松枝博輝
- 塩尻和也

### マラソン（マラソングランドチャンピオンシップ）
- 中村匠吾
- 小山直城（東京農業大学）（関東学生連合として出場）

## 4大マラソン覇者

### びわ湖毎日マラソン
- 浅井正
- 内川義高
- 川島義明
- 長田正幸
- 宇佐美彰朗
- 采谷義秋（日本体育大学）
- 岩瀬哲治（東京農業大学）
- 阿部文明
- 渋谷俊浩
- 瀬古利彦
- 小指徹（東京農業大学）
- 鈴木賢一（順天堂大学）
- 中村祐二
- 武井隆次
- 鈴木健吾
- 星岳

### 福岡国際マラソン
- 小柳舜治
- 西田勝雄
- 宇佐美彰朗
- 瀬古利彦
- 新宅雅也
- 渋谷俊浩
- 森田修一（専修大学）
- 藤田敦史
- 尾方剛
- 服部勇馬
- 藤本拓（国士舘大学）
- 吉田祐也

### 別府大分毎日マラソン
- 内川義高
- 西田勝雄
- 築地美孝
- 渡辺和己
- 宍戸英顕（東洋大学）
- 小沢欽一
- 谷口浩美
- 中富肇（早稲田大学）
- 榎木和貴（中央大学）
- 西田隆維
- 藤田敦史
- 川内優輝
- 中本健太郎
- 西山雄介
- ワークナー・デレセ（拓殖大学）

### 東京国際マラソン・東京マラソン
- 瀬古利彦
- 谷口浩美
- 清水康次
- 高橋健一
- 藤原正和

## 日本記録樹立選手

### 400m
- 納戸徳重

### 800m
- 縄田尚門
- 岡田英夫
- 久富進
- 菅沼俊哉（慶應義塾大学）
- 青地球磨男
- 室矢芳隆

### 1500m
- 縄田尚門
- 土屋甲子雄
- 津田晴一郎
- 北本正路
- 田中秀雄
- 中村清
- 室矢芳隆
- 守屋喜久夫
- 岩下察男
- 猿渡武嗣
- 沢木啓祐
- 石井隆士
- 小林史和
- 荒井七海
- 河村一輝

### 3000m
- 藤木勲（早稲田大学）
- 北本正路
- 津田晴一郎
- 田中秀雄
- 村社講平
- 高橋進
- 井上治
- 横溝三郎
- 岩下察男
- 沢木啓祐
- 小山隆治
- 瀬古利彦
- 中村孝生
- 新宅雅也
- 米重修一
- 大迫傑

### 5000m
- 大浦留市
- 縄田尚門
- 田代菊之助
- 永谷寿一
- 北本正路
- 村社講平
- 藤井忠彦（早稲田大学）
- 山内二郎
- 横溝三郎
- 岩下察男
- 沢木啓祐
- 新宅雅也
- 瀬古利彦
- 米重修一
- 大迫傑

### 10000m
- 田代菊之助
- 永谷寿一
- 津田晴一郎
- 北本正路
- 村社講平
- 馬場孝
- 船井照夫
- 沢木啓祐
- 高尾信昭
- 瀬古利彦
- 村山紘太
- 相澤晃
- 塩尻和也

### マラソン
- 後藤長一（明治大学）
- 西田長次郎（東京高等師範学校）
- 池中康雄（東洋大学）
- 重松森雄（福岡大学）
- 宇佐美彰朗
- 瀬古利彦
- 藤田敦史
- 設楽悠太
- 大迫傑
- 鈴木健吾

### 400m障害
- 相原豊次

### 3000m障害物
- 今井哲夫
- 田中秀雄
- 大沢竜雄
- 高橋進
- 井上治
- 横溝三郎
- 猿渡武嗣
- 小山隆治
- 新宅雅也
- 岩水嘉孝
- 三浦龍司

### 20キロ競歩
- 園原健弘

### 50キロ競歩
- 園原健弘

## 日本陸上競技連盟栄章受章者（選手・指導者問わず）
- 大木正幹
- 村社講平
- 森本一徳（日本大学）
- 池中康雄
- 室矢芳隆
- 高橋進
- 西田勝雄
- 鳥海勲（東洋大学）
- 馬場孝
- 横溝三郎
- 小出義雄（順天堂大学）
- 重松森雄
- 澤木啓祐
- 池中理治（日本体育大学）
- 碓井哲雄
- 宇佐美彰朗
- 伊東輝雄（国士舘大学）
- 三原康雄（国士舘大学）
- 小山隆治
- 宮広重夫
- 小沼力（日本体育大学）
- 松田和良（日本大学）
- 江藤栄一（中央大学）
- 村上邦弘（日本体育大学）
- 野中三徳（日本大学）
- 田中勝芳（日本大学）
- 新居利広（東海大学）
- 山崎博司（筑波大学）
- 輿水勝美（日本体育大学）
- 泉田俊幸（筑波大学）
- 田中登
- 重成敏史
- 斗高克敏（日本体育大学）
- 萩谷隆司（日本体育大学）
- 瀬古利彦
- 竹本英利（順天堂大学）
- 三井田芳郎（東海大学）
- 谷口浩美
- 岡俊博（日本体育大学）
- 楢木野亮二（駒澤大学）
- 倉橋賢二（日本大学）
- 金井豊
- 衛藤道夫（順天堂大学）
- 両角速（東海大学）
- 有川哲蔵（日本体育大学）
- 佐藤信之
- 諏訪利成

## 各種スポーツ賞受賞者（選手・指導者問わず）
- 小出義雄
- 重松森雄
- 宇佐美彰朗
- 鈴木従道
- 永井純
- 鈴木秀夫（順天堂大学）
- 瀬古利彦
- 谷口浩美
- 遠藤司
- 森田修一
- 鈴木尚人（日本体育大学）
- 中沢正仁（山梨学院大学）
- 佐藤信之
- 藤田敦史

## その他の人物
- 麻生武治（早稲田大学）…スキー選手、登山家、サンモリッツオリンピック代表
- 石本文人（中央大学）…お笑い芸人
- 尾辻秀久（防衛大学校）…参議院議員、厚生労働大臣、参議院議長
- 金山雅之（早稲田大学）…小説家（ペンネーム黒木亮）
- 河野一郎（早稲田大学）…日本陸上競技連盟会長
- 河野謙三（早稲田大学）…日本体育協会会長・日本陸上競技連盟会長
- 江本三千年（青山学院）…アナウンサー
- 篠田正浩（早稲田大学）…映画監督
- 高橋真（山梨学院大学）…漫画家
- 山口六郎次（明治大学）…衆議院議員
- 和田正人（日本大学）…俳優